# ミラー郡 (アーカンソー州)
ミラー郡（英: Miller County）は、アメリカ合衆国アーカンソー州の南西隅に位置する郡である。2010年国勢調査での人口は43,462人であり、2000年の40,443人から7.5%増加した。郡庁所在地はテクサーカナ市（人口29,919人）であり、同郡で人口最大の都市でもある。ミラー郡はテキサス州テクサーカナ市とアーカンソー州の同名市（事実上は州境に跨る1つの都市）で作る大都市圏を構成している。1820年4月1日に初めて設立されたときは州内で6番目の郡であり、アーカンソー準州初代知事のジェイムズ・ミラーに因んで名付けられた。またそれ以前に作られた郡はミズーリ準州時代だったので、アーカンソー準州が組織化されてから初めて作られた郡でもあった。
ミラー郡は1838年に一旦廃止され、1874年12月22日に隣接するラファイエット郡から分離して再設立された。
テキサス州に隣接しており、テキサス州は州税の中で個人の所得税を集めていない。ミラー郡住民はテキサーカナ市域に住んでいなければアーカンソー州の個人所得税を免除されない。北隣にあるリトルリバー郡と共にレッド川によって、州内の他地域と隔てられているという地形的特徴がある

## 歴史

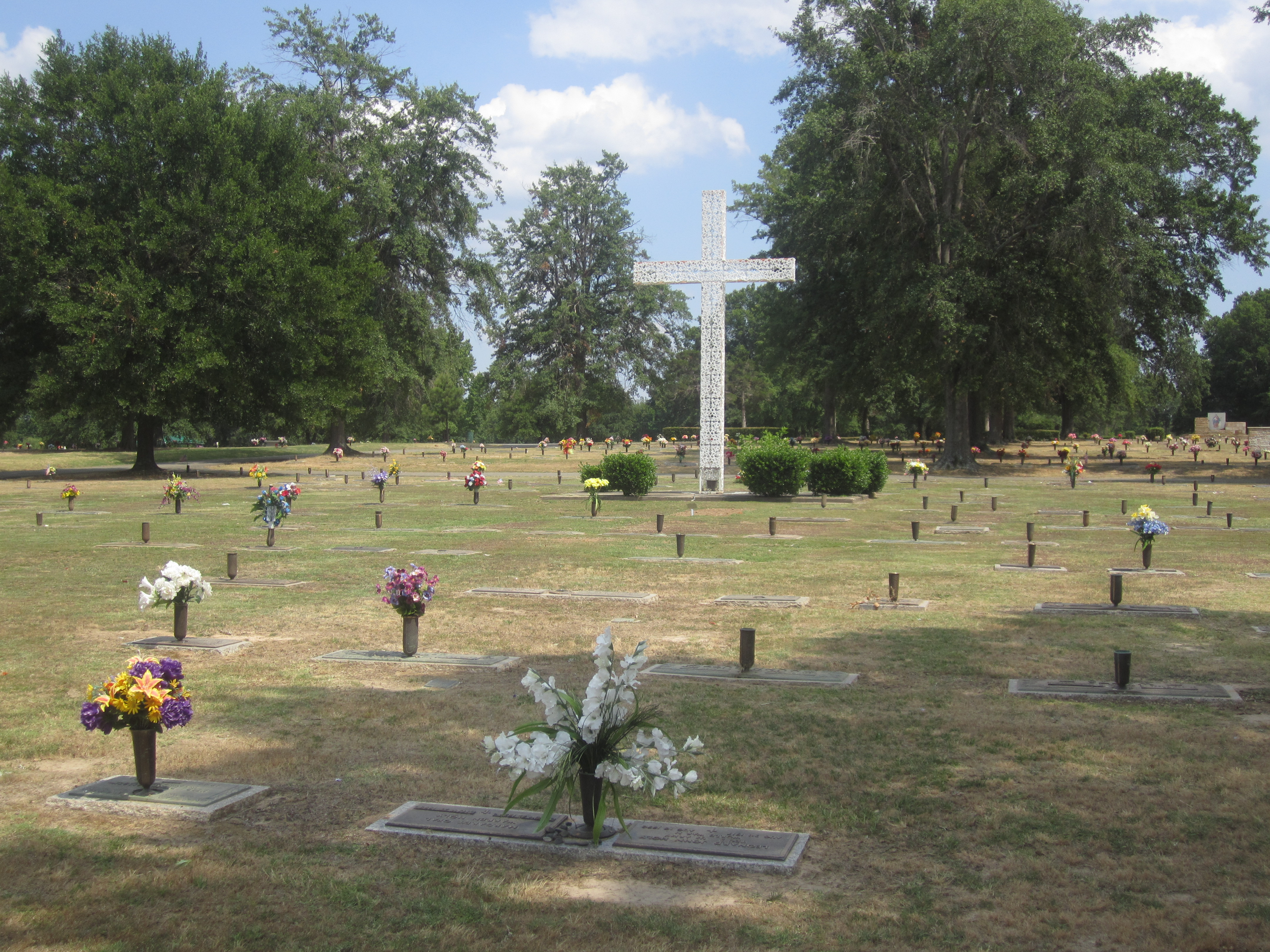
東記念庭園墓地、テキサーカナ市内にある

ミラー郡は1820年の設立であり、当時は現在の郡域の他に、テキサス州のボウイ郡、レッドリバー郡、ラマー郡、ファニン郡、カス郡、モリス郡、タイタス郡、フランクリン郡、ホプキンス郡、デルタ郡、ハント郡までを含んでいた。1831年、郡庁所在地は現在のテキサス州クラークスビルに置かれた。アーカンソーが州に昇格したのと同じ1836年にテキサスが独立を果たし、ミラー郡がアーカンソー州とテキサス共和国双方の議会に代表を送っている地域では国境論争が起こった。テキサスはその地域で1837年にレッドリバー郡、1838年にファニン郡を創設した。アーカンソー州はこれに反応してミラー郡住人がテキサスで役人になることを違法行為とし、郡庁をファニンに設立した。この動きは最終的に成功しなかった。テキサスは1845年にアメリカ合衆国に併合され、テキサス州とアーカンソー州の州境が確定した。ミラー郡の郡域の大半はテキサス州となり、ミラー郡は残っていた領土をラファイエット郡に戻して廃郡になった。
ミラー郡は1874年にラファイエット郡から分離して再設立され、レッド川を北と東の境界にした。

## 地理
アメリカ合衆国国勢調査局に拠れば、郡域全面積は637.48平方マイル (1,651.1 km2)であり、このうち陸地623.98平方マイル (1,616.1 km2)、水域は13.50平方マイル (35.0 km2)で水域率は2.12%である。

### 主要高規格道路
| - 州間高速道路30号線 - アメリカ国道59号線 - アメリカ国道67号線 - アメリカ国道71号線 - アメリカ国道82号線 - アーカンソー州道108号線 - アーカンソー州道134号線 | - アーカンソー州道160号線 - アーカンソー州道196号線 - アーカンソー州道237号線 - アーカンソー州道245号線 - アーカンソー州道296号線 - アーカンソー州道549号線 |

### 隣接する郡
- リトルリバー郡 - 北
- ヘンプステッド郡 - 北東
- ラファイエット郡 - 東
- ボージャー郡 (ルイジアナ州) - 南東
- カドー郡 (ルイジアナ州) - 南
- カス郡 (テキサス州) - 南西
- ボウイ郡 (テキサス州) - 西

## 人口動態

2000人口ピラミッド

以下は2000年国勢調査による人口統計データである。
| 基礎データ - 人口: 40,443人 - 世帯数: 15,637 世帯 - 家族数: 11,086 家族 - 人口密度: 25人/km2（65人/mi2） - 住居数: 17,727軒 - 住居密度: 11軒/km2（28軒/mi2） 人種別人口構成 - 白人: 74.02% - アフリカン・アメリカン: 22.99% - ネイティブ・アメリカン: 0.63% - アジア人: 0.37% - 太平洋諸島系: 0.02% - その他の人種: 0.54% - 混血: 1.43% - ヒスパニック・ラテン系: 1.58% 年齢別人口構成 - 18歳未満: 26.5% - 18-24歳: 9.7% - 25-44歳: 28.6% - 45-64歳: 22.1% - 65歳以上: 13.1% - 年齢の中央値: 35歳 - 性比（女性100人あたり男性の人口） - 総人口: 95.0 - 18歳以上: 90.1 | 世帯と家族（対世帯数） - 18歳未満の子供がいる: 34.0% - 結婚・同居している夫婦: 50.9% - 未婚・離婚・死別女性が世帯主: 16.0% - 非家族世帯: 29.1% - 単身世帯: 25.6% - 65歳以上の老人1人暮らし: 10.7% - 平均構成人数 - 世帯: 2.52人 - 家族: 3.02人 収入と家計 - 収入の中央値 - 世帯: 30,951米ドル - 家族: 36,665米ドル - 性別 - 男性: 33,080米ドル - 女性: 21,376米ドル - 人口1人あたり収入: 16,444米ドル - 貧困線以下 - 対人口: 19.3% - 対家族数: 15.4% - 18歳未満: 27.9% - 65歳以上: 16.5% |

## 都市と町
- テクサーカナ - 郡庁所在地
- ファウク
- ガーランド

### 未編入の町
- ドッドリッジ
- ジェノア

## 郡区
アーカンソー州の郡はさらに郡区に小区分されている。各郡区には未編入領域と、編入済み自治体がある。現代の郡区にはその維持目的が限られたものになっている。アメリカ合衆国国勢調査局は郡区を元に人口を集計している。また系図調査など歴史的な目的には価値がある。1つ以上の郡区に入っている町や都市は統計調査に基づいて扱われる。ミラー郡の郡区は下記リストの8区であり、その中に含まれる町や都市を括弧書きしている。
- ビーチ（ファウク）
- クリーブランド
- カットオフ
- デイズクリーク
- ガーランド（テキサーカナ）
- ホーマン
- レッドリバー（ガーランド）
- サルファー